# Michael Nowka
Michael Nowka est un acteur allemand, né le 10 mars 1953  à Berlin.

## Filmographie
- 1977 : Croix de fer de Sam Peckinpah